# Shining Star
Shining Star ist ein Song von Earth, Wind & Fire, der im Jahr 1975 auf ihrem Album That’s the Way of the World veröffentlicht wurde. Der Song wurde von Maurice White, Larry Dunn und Philip Bailey geschrieben und von White produziert. Shining Star war Earth, Wind & Fires erster großer kommerzieller Erfolg und ein Nummer-eins-Hit in den US-amerikanischen Billboard Hot 100-Charts.

## Rezeption
Mit Shining Star gewannen Earth, Wind & Fire einen Grammy für die Beste R&B Gesangsperformance eines Duos, Gruppe oder Chors. Der Song wurde 2008 in die Grammy Hall of Fame aufgenommen. Die Single war kommerziell sehr erfolgreich mit über eine Million verkaufter Exemplare. 